# Personale della National Wrestling Alliance
Il personale della National Wrestling Alliance è composto da atleti, manager, telecronisti, annunciatori, intervistatori, arbitri, allenatori, produttori, booker, dirigenti e membri del consiglio di amministrazione.
La NWA inoltrare ha accordi di partenariato con federazioni quali All Elite Wrestling, Ohio Valley Wrestling, New Japan Pro-Wrestling e Lucha Libre AAA Worldwide.

## Roster

### Uomini

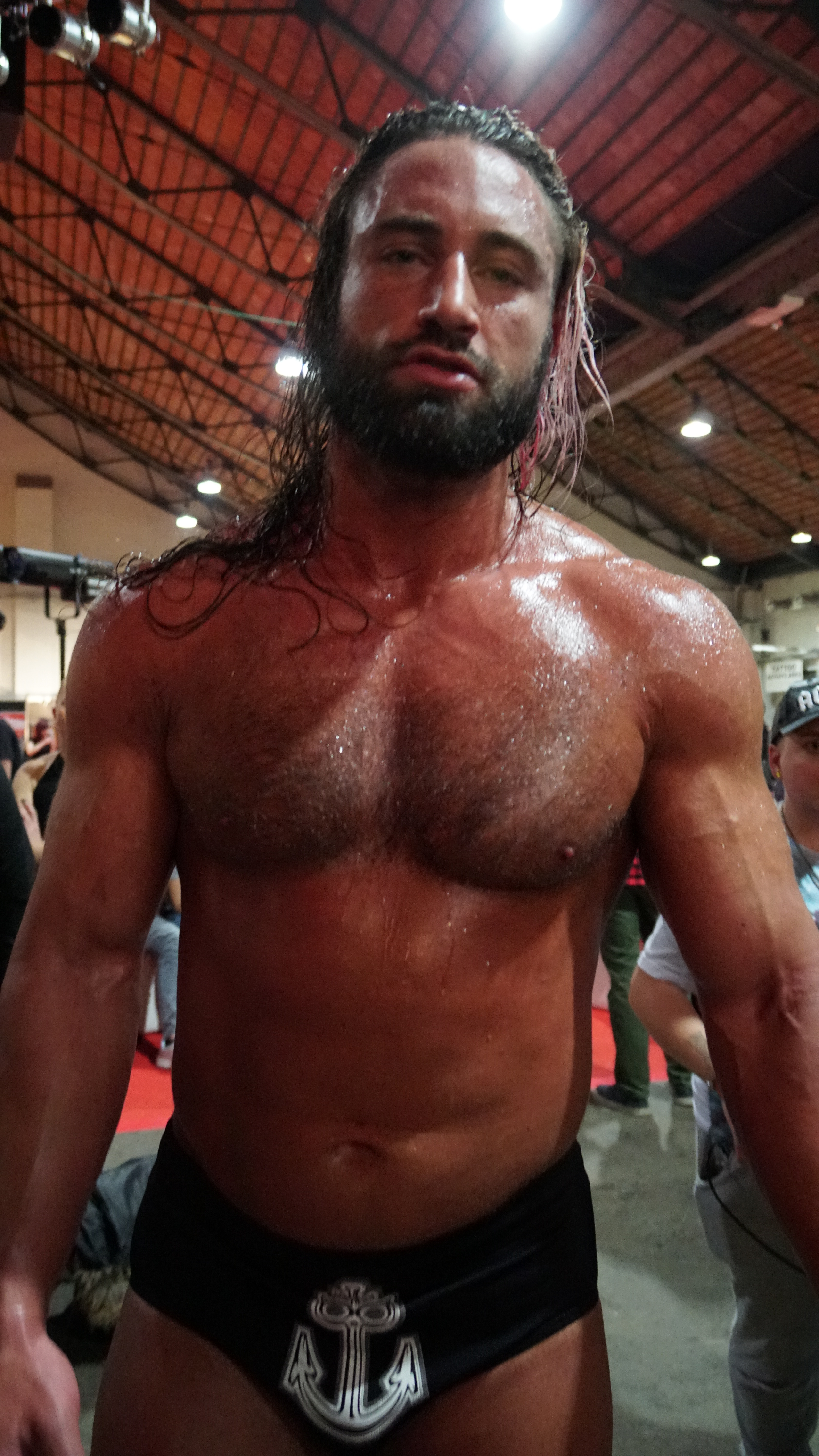
Thom Latimer, NWA Worlds Heavyweight Champion

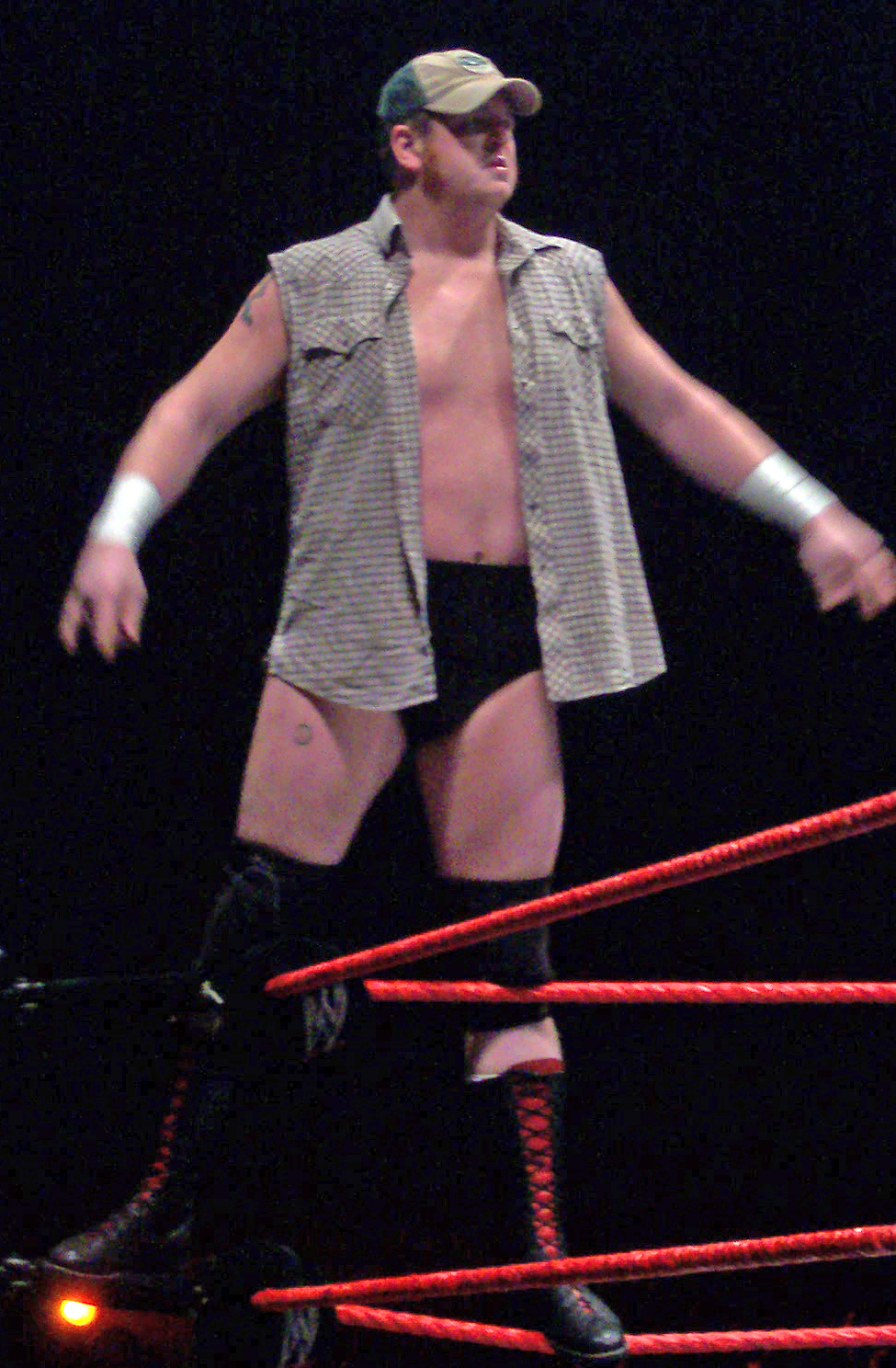
Trevor Murdoch, NWA World Tag Team Champion

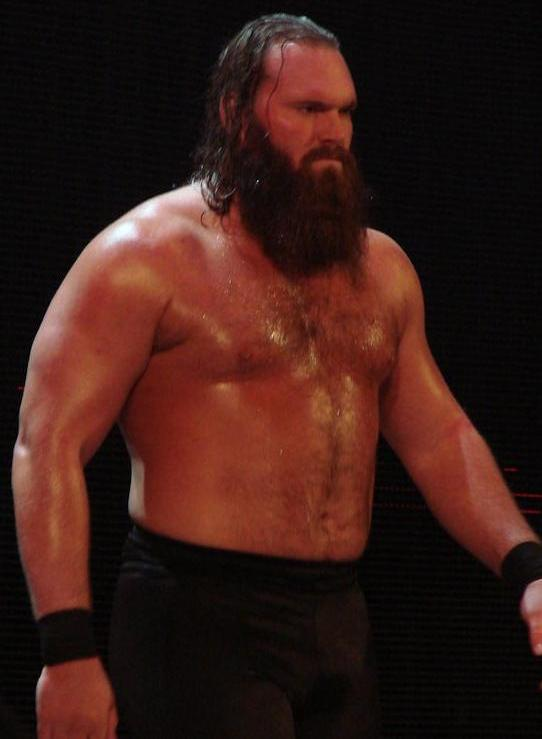
Mike Knox, NWA World Tag Team Champion

| Ring Name              | Nome Reale        | Note                                                                      |
| ---------------------- | ----------------- | ------------------------------------------------------------------------- |
| AJ Cazana              |                   |                                                                           |
| Alex Misery            | Alex Figueroa     |                                                                           |
| Alex Taylor            | Alex Willoughby   | NWA World Junior Heavyweight Champion NWA United States Tag Team Champion |
| Alexander Lev          |                   |                                                                           |
| Bryan Idol             | Bryan Balch       | NWA World Television Champion                                             |
| Burchill               | Paul Birchall     |                                                                           |
| Carnage                | Marshé Rockett    |                                                                           |
| Carson Drake           |                   |                                                                           |
| Colby Corino           | Colby Corino      |                                                                           |
| Daisy Kill             |                   |                                                                           |
| Damage                 | Rodney Bagnaud    |                                                                           |
| EC3                    | Michael Hutter    |                                                                           |
| Eric Smallz            | Eric Marcum       |                                                                           |
| Frank                  | Michael Cole      |                                                                           |
| Gaagz The Gymp         | Andrew Pulido     |                                                                           |
| Hunter                 |                   |                                                                           |
| Jay Bradley            | Bradley Thomas    |                                                                           |
| Jeremiah Plunkett      | Jeremiah Plunkett | NWA Mid-America Heavyweight Champion                                      |
| KC Cazana              |                   |                                                                           |
| Kerry Morton           | Kerry Morton      | NWA United States Tag Team Champion                                       |
| Kratos                 |                   |                                                                           |
| Mike Knox              | Michael Hettinga  | NWA World Tag Team Champion                                               |
| Mike Mondo             |                   |                                                                           |
| Mims                   | Matthew Mims      | NWA National Champion                                                     |
| Odinson                | Reginald Gibbs    |                                                                           |
| Sage Chantz            |                   |                                                                           |
| Silas Mason            |                   |                                                                           |
| Slade                  |                   |                                                                           |
| Talos                  |                   |                                                                           |
| Thom Latimer           | Thomas Latimer    | NWA Worlds Heavyweight Champion                                           |
| Tyler Franks           |                   |                                                                           |
| Tim Storm              | Timothy Scoggins  |                                                                           |
| Tommy Rant             |                   |                                                                           |
| Trevor Murdoch         | William Mueller   | NWA World Tag Team Champion                                               |
| Wrecking Ball Legursky | Waylon Legursky   |                                                                           |
| Zyon                   | Eric Thompson     |                                                                           |

### Donne
| Ring Name       | Nome reale      | Note                                                                      |
| --------------- | --------------- | ------------------------------------------------------------------------- |
| Big Mama        |                 |                                                                           |
| Kenzie Paige    | Kenzie Henry    | NWA World Women's Champion                                                |
| Kylie Paige     | Kylie Henry     |                                                                           |
| La Rosa Negra   |                 |                                                                           |
| Max The Impaler | Max Lindsey     |                                                                           |
| Natalia Markova | Natalia Markova |                                                                           |
| Tiffany Nieves  |                 | NWA World Women's Television Champion NWA World Women's Tag Team Champion |
| Valentina Rossi |                 | NWA World Women's Tag Team Champion                                       |

### Altro personale on screen
| Ring name             | Nome reale          | Note                                      |
| --------------------- | ------------------- | ----------------------------------------- |
| Aron Stevens          | Aaron Steven Haddad | Produttore Manager dei Blunt Force Trauma |
| Austin Idol           | Michael McCord      | Manager del Nightmare Syndacate           |
| BLK Jeez              | Darnell Kittrell    | Manager di Mims                           |
| Father James Mitchell | James Mitchell      | Manager dei Lost Trio                     |
| Joe Cazana            |                     | Manager dei Country Gentlemen             |
| Miss Starr            | Mikala Smith        | Manager delle TVMA                        |
| Ricky Morton          | Richard Morton      | Manager dei Southern 6                    |
| Rolando               |                     | Manager di Slade                          |

## Broadcast team
| Ring name   | Nome Reale       | Ruolo                         |
| ----------- | ---------------- | ----------------------------- |
| Danny Dealz | Anthony Lucassio | Telecronista                  |
| Joe Galli   | Joe Galli        | Telecronista                  |
| Kyle Davis  | Kyle Davis       | Annunciatore e intervistatore |

## Arbitri
| Nome          | Note |
| ------------- | ---- |
| Jarrod Fritz  |      |
| Kevin Keenan  |      |
| Scott Wheeler |      |

## Dietro le quinte

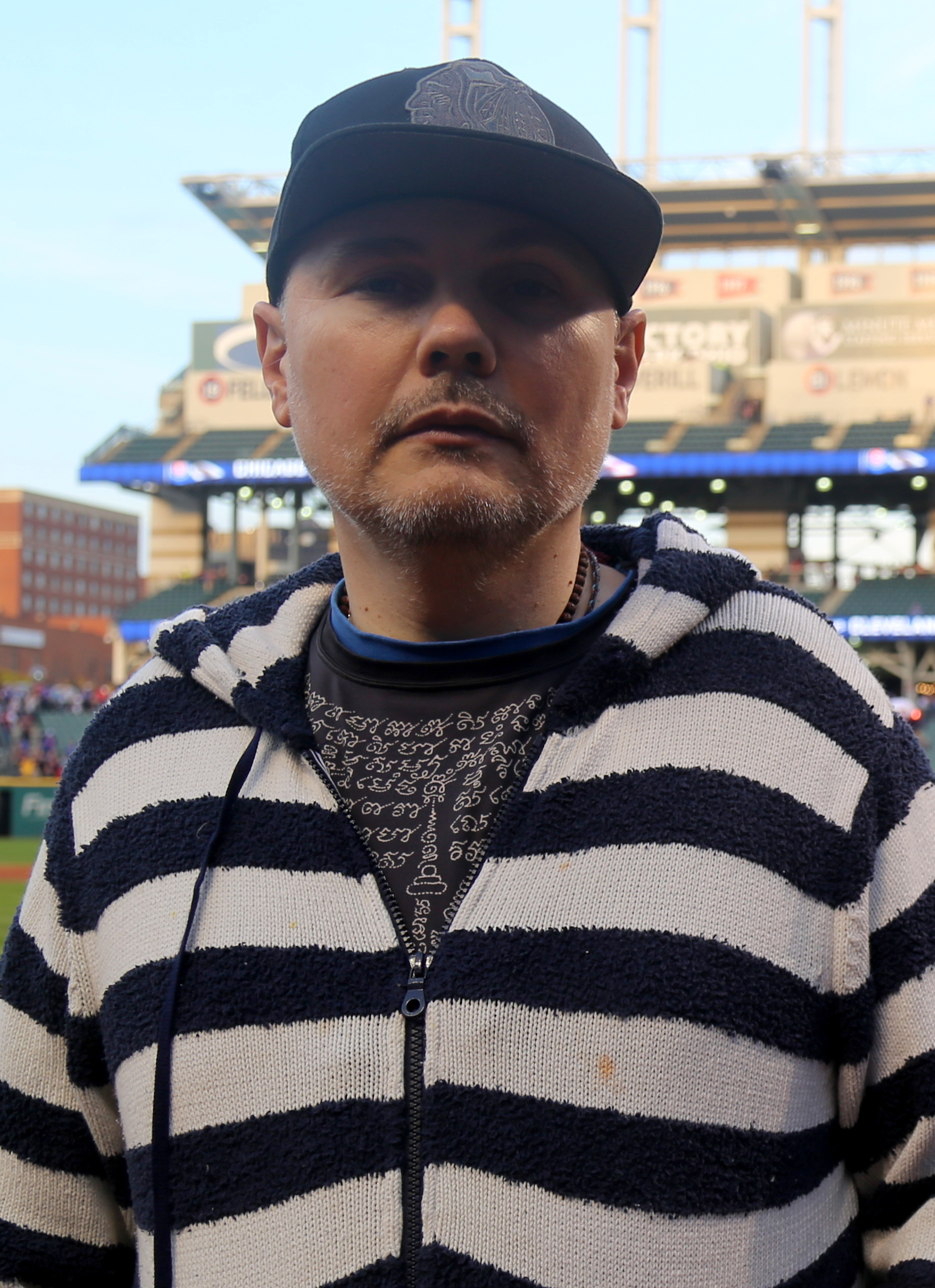
Billy Corgan

| Nome          | Ruolo                     |
| ------------- | ------------------------- |
| Bill Behrens  | Produttore                |
| Billy Corgan  | Proprietario e presidente |
| Billy Trask   | Direttore televisivo      |
| Jazz          | Produttrice               |
| Rick Michaels | Produttore                |
| Pat Kenney    | Produttore esecutivo      |